# Bill Dixon
Bill Dixon (5. oktober 1925 – 16. juni 2010), født i Nantucket, Massachusetts, var en amerikansk trompetist, flygelhornist, pianist og komponist. Dixon organiserede og producerede "October Revolution in Jazz" i New York i 1964, var musikprofessor ved Bennington College i Vermont fra 1968 til 1996 og regnes som en af initiativtagerne til frijazz.
Han var blandt de fire musikere som deltog i en canadisk dokumentarfilm, "Imagine the Sound" (sammen med Cecil Taylor, Archie Shepp, og Paul Bley) i 1981.
Han har deltaget i indspilninger med Tony Oxley, William Parker, Alan Silva, og mange andre.